# Valle Romano Golf
Valle Romano Golf & Resort is een golfcomplex aan de Costa del Sol, vlak bij Estepona. Het ligt tussen de Sierra Bermeja en de Middellandse Zee.
Valle Romano is een Gated community met huizen en een 18-holes golfbaan, die door Cabell B Robinson werd ontworpen. Iedere hole kreeg de naam van een Spaanse golflegende. De meest bijzondere hole is hole 9, een par 3, deze kreeg de naam Seve Ballesteros. Ballesteros was nauw betrokken bij het oprichten van deze club en heeft de club allerlei memorabilia nagelaten. Hij was te ziek om in juni 2010 de opening bij te wonen en werd door zijn grote vriend José María Olazabal vertegenwoordigd.

## Toernooien
- 2013: Stage 2 van de Tourschool